# Transport Neutral Encapsulation Format
TNEF (Transport Neutral Encapsulation Format) é um formato proprietário para anexos de E-mail utilizado pelos programas Microsoft Outlook e Microsoft Exchange Server. Os arquivos TNEF são normalmente enviados com o título "winmail.dat" ou "win.dat" e com tipo MIME Application/MS-TNEF (apesar do tipo de arquivo oficial da IANA ser application/vnd.ms-tnef.)

## Introdução
Arquivos TNEF podem conter informações usadas pelo Outlook para a formatação do texto do E-mail (RTF), embutir documentos (OLE) ou recursos específicos do Outlook, tais como formulários, botões de votação e pedidos de reunião. Arquivos TNEF podem conter ainda os arquivos anexos a uma mensagem de e-mail.
No programa Outlook não é possível habilitar ou desabilitar explicitamente a codificação TNEF (exceto via Registro do Windows). Ao selecionar o formato de texto RTF o usuário está implicitamente utilizando a codificação TNEF. Ao enviar mensagens no formato texto ou HTML, algumas versões do Outlook utilizam os padrões internacionais de envio de e-mail, mas podem ainda enviar o arquivo no formato TNEF dependendo das circustâncias (por exemplo, se algum recurso específico do Outlook for necessário).

## Decodificadores
Programas para decodificar e extrair arquivos TNEF em português.

### Microsoft Windows
- «Winmail.dat Reader». - Programa gratuito